# Alfanumérico
Alfanumérico é um conjunto de caracteres alfabéticos e numéricos, e é utilizado para descrever a coleção de letras latinas e algarismos arábicos, ou um texto construído a partir desta coleção.
Na localidade POSIX/C, há 36 (A-Z0-9, não sensível a capitalização) ou 62 (A-Za-z0-9, sensível à capitalização) caracteres alfanuméricos.
Em outras localidades, o termo "alfanumérico" se aplica a um conjunto de caracteres mais amplo.

## Subconjuntos de alfanuméricos utilizados em interfaces humanas
Quando uma sequência de letras e números misturados é apresentada para a interpretação humana, surgem ambiguidades. A mais óbvia é a semelhança das letras I, O e Q com os números 1 e 0. Portanto, dependendo da aplicação, foram adotados vários subconjuntos de alfanuméricos para evitar uma má interpretação por seres humanos.
Na aviação civil, mapas de assento e os assentos da aeronave foram designados pelo número da linha seguido pela letra da coluna. Para jatos de corpo com grande largura, os assentos podem ser 10, marcados com ABC-DEFG-HJK. A letra I é ignorada para evitar confundi-la com número da linha 1.
No Número de Identificação do Veículo utilizado pelos fabricantes de veículos a motor, as letras I, O e Q, são omitidos devido a sua similaridade com 1 ou 0.
Letras em alto relevo minúsculas são usadas para rotular os pinos em um conector elétrico V.35/M34. As letras I, O, Q, S e Z foram retiradas para reduzir o cansaço visual com 1, 0, 5 e 2. Esse subconjunto é chamado de alfabeto DEC, após a empresa o ter utilizado pela primeira vez.
Para alfanuméricos que são frequentemente escritos à mão, além de I e O, V também é evitado devido a ele se assemelhar à letra U em cursiva, e Z por sua semelhança com 2.